# Melipona mandacaia
Melipona mandacaia är en biart som beskrevs av Smith 1863. Melipona mandacaia ingår i släktet Melipona och familjen långtungebin. Inga underarter finns listade i Catalogue of Life.